# Diplopterygium glaucum
Diplopterygium glaucum är en ormbunkeart som först beskrevs av Thunb. och Houtt., och fick sitt nu gällande namn av Takenoshin Nakai. Diplopterygium glaucum ingår i släktet Diplopterygium och familjen Gleicheniaceae. Inga underarter finns listade.